# Excalibur (časopis)
Excalibur byl jedním z prvních časopisů v tehdejším Československu zaměřených na počítačové hry.

## Historie
Byl vydáván Martinem Ludvíkem, první číslo vyšlo v lednu roku 1991. Nulté číslo vyšlo v prosinci roku 1990 jako herní příloha časopisu Popular Computer Magazin SPECIAL '90. Název Excalibur vymyslel jeho první šéfredaktor Lukáš Ladra. Časopis původně vycházel jako černobílý měsíčník (s barevnou obálkou – v té době tvořen na počítači Atari ST), po prvních deseti číslech jako celobarevný. Zpočátku byl orientován především na hry pro počítače Amiga, později se zaměřil na rozšířenější platfomu PC. Za celou dobu jeho existence bylo vydáno přesně 80 čísel, měnila se periodicita vydávání (od měsíce až k týdnu), cena i rozsah.
Lukáš Ladra postupně vybudoval první redakci časopisu, ve které byli např. Jakub Červinka (Červ) a pozdější šéfredaktoři Excaliburu, dvojice Jan Eisler (ICE) a Andrej Anastasov (Andrew). Jeho redaktoři-recenzenti měli mimo jiné přezdívky JKL, Muddog, Genagen (Petr Chlumský, později jeden z autorů herního pořadu GamePage), Lewis (Tomáš Smolík, později časopis Level), Tomáš Mrkvička (později časopis Score), Jan Tománek (Beast), Tomáš Landa (Silver),  Rattle (Pavel Hacker), VotaN, pozdější šéfredaktoři Stanislav Procházka, Tomáš Staněk a Pavel Žďárek (později časopis Gamestar, XGen).
Na žádost vydavatele Martina Ludvíka se v roce 1994 část redakce v čele s Beastem (Jan Tománek) a Silverem (Tomáš Landa) oddělila a založila časopis LEVEL, který měl být více uvolněnou konkurencí v té době serióznějšího Excaliburu.
Původní vydavatel, Martin Ludvík, od zrušení projektu několik let na svém blogu sliboval herní komunitě jeho znovuoživení, žádný z termínů spuštění nového projektu však nedodržel.
V červnu 2016 doménu excalibur.cz koupilo vydavatelství Mladá fronta a.s., web se věnuje především MMO hrám.